# 罗卜藏 (敖汉)
罗卜藏（？—1752年），清朝蒙古王公，敖汉部人，班第曾孙，衮布的儿子，博尔济吉特氏。
罗卜藏开始被授为二等台吉。康熙五十年（1711年），尚郡主，授和硕额驸。康熙五十四年（1715年），命为乾清门行走。雍正四年（1726年），晋升为一等台吉。雍正七年（1729年），封为辅国公。雍正九年（1731年），跟从喀尔喀亲王额驸策棱，征讨准噶尔汗国噶尔丹策凌，受参赞大臣。雍正十年（1732年），由克尔森齐老袭击准噶尔军，在额尔德尼昭破敌，与将军塔尔岱追至推河，以功晋升为固山贝子。乾隆元年（1736年），命为御前行走。乾隆七年（1742年），擢升为理藩院额外侍郎。乾隆八年（1743年），晋升为多罗贝勒。乾隆十三年（1748年），署理镶蓝旗蒙古都统。乾隆十五年（1750年），授为盟长，署理喀尔喀定边左副将军。